# Tilly Edinger
Johanna Gabriele Ottilie Edinger, född 13 november 1897 i Frankfurt am Main, död 27 maj 1967 i Cambridge (USA), var en tysk amerikansk paleontolog.
Tilly Edinger är dotter till Ludwig Edinger. Hon var mellan 1920 och 1938 anställd vid Senckenberg Museum. Hon bosatte sig 1940 i England på grund av nationalsocialistiska regressioner mot judar. Efter emigrationen till USA var hon sedan 1948 forskare vid Harvard University i Cambridge.
Edinger var den första som intensivt undersökte avtrycken av fossila hjärnor (paleoneurologi). Hon påvisade att en hypotes av Othniel Charles Marsh inte var giltig. Enligt denna hypotes skulle en art inte överleva ifall den har en hjärna som är mindre än genomsnittet av den tillhörande artgruppen.
Nedslagskratern Edinger på planeten Venus är uppkallad efter henne.